# Lørenfallet
Lørenfallet är en tätort i Lillestrøms kommun i Akershus fylke i sydöstra Norge. Tätorten hade 480 i invånarantal den 1 januari 2022.
Orten grundades omkring 1880-talet och var en gång i tiden centralort i dåvarande Sørums kommun. 